# Rentapia
A  Rentapia a kétéltűek (Amphibia) osztályába, a békák (Anura) rendjébe és a varangyfélék (Bufonidae) családjába tartozó nem.

## Előfordulásuk
A nem fajai a Maláj-félszigeten, Borneón és Szumátrán honosak.

## Rendszerezés
A nembe az alábbi fajok tartoznak:
- Rentapia everetti (Boulenger, 1896)
- Rentapia flavomaculata Chan, Abraham, & Badli-Sham, 2020
- Fakúszó varangy (Rentapia hosii) (Boulenger, 1892)